# 世界三大夕日
- 世界三大夕陽

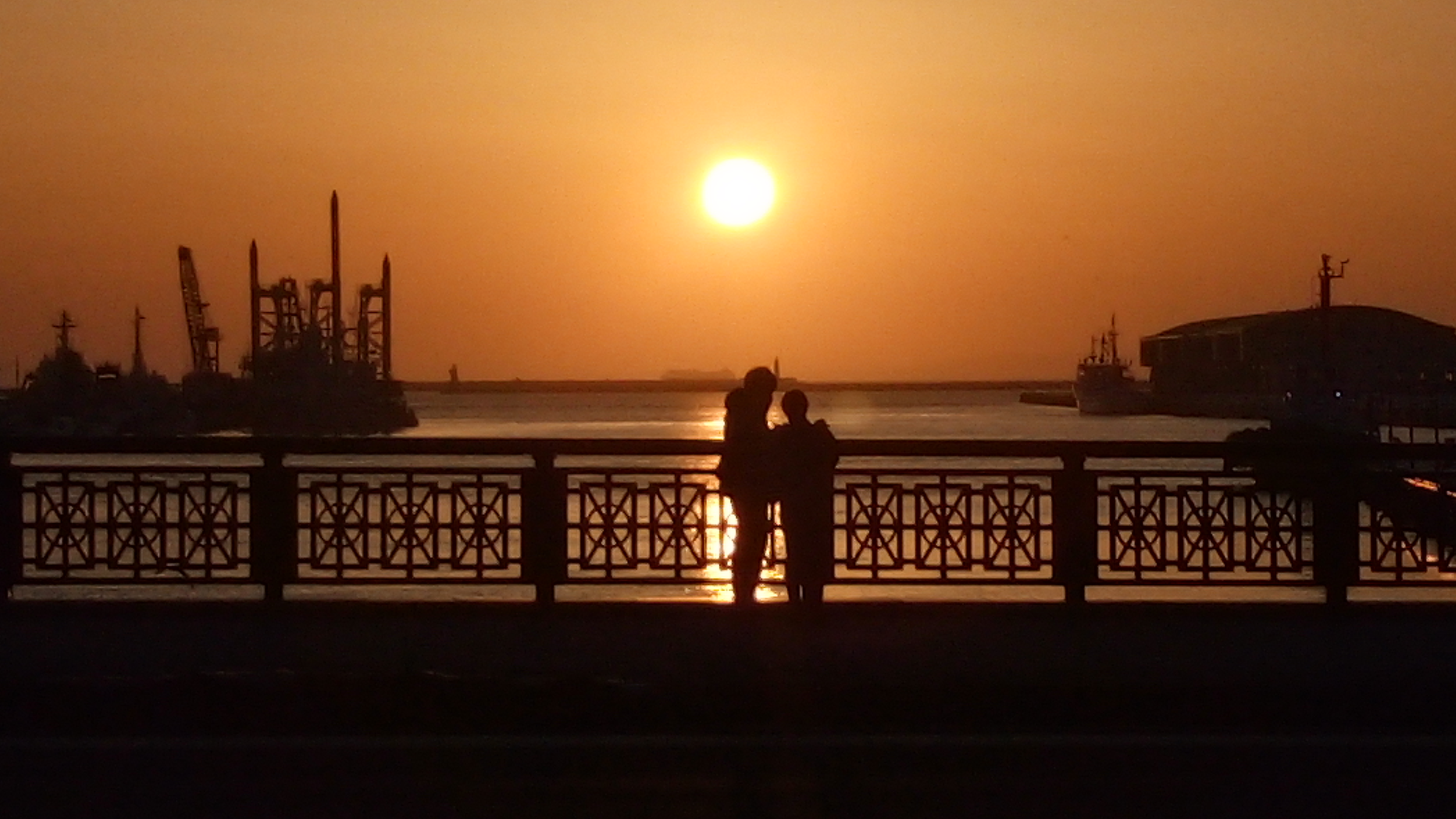
北海道釧路市の夕日（幣舞橋）

世界三大夕日、世界三大夕陽(せかいさんだいゆうひ、英:The Three Most Beautiful Sunsets in the World)とは、インドネシアのバリ島、フィリピンのマニラ湾、日本の釧路で見られる夕日のことである 。なお、「世界三大夕日」と「世界三大夕陽」で表記乱れがあるが、ここでは「世界三大夕日」を使用する。

## 歴史
1965年に世界中を旅した船乗りが口コミを広め、現在の世界三大夕日となった。

## 夕日を利用した観光
日本の北海道釧路市では衰退が進む中、夕日を利用して観光事業を発展させようとしている。
- サンセットクルーズ - 夕日が見られる時間にMOO(釧路フィッシャーマンズワーフMOO)から船が出航する。2025年から開始した。夕日が写真を撮れるほか海にいるカモメなどを撮ることができる[4][5][6]。

- 夕陽ノロッコ号 - 釧路で4月から10月まで運行されている観光列車　「くしろ湿原ノロッコ号」の特別企画列車。2025年には9月末のみ運行される。そのほかに、夕陽ノロッコ号限定グッズなどが販売される[7][8]。